# Burmattus
Burmattus is een geslacht van spinnen uit de familie springspinnen (Salticidae). De typesoort van het geslacht is Burmattus pococki. 

## Soorten
De volgende soorten zijn bij het geslacht ingedeeld:
- Burmattus albopunctatus (Thorell, 1895)
- Burmattus pachytibialis Prószyński & Deeleman-Reinhold, 2010
- Burmattus pococki (Thorell, 1895)
- Burmattus sinicus Prószyński, 1992